# Saint-Août
Saint-Août ist eine französische Gemeinde mit 817 Einwohnern (Stand: 1. Januar 2022) im Département Indre in der Region Centre-Val de Loire. Sie gehört zum Arrondissement La Châtre, zum Kanton La Châtre und zum Gemeindeverband Communauté de communes de la Châtre et Sainte Sévère. Die Einwohner werden Saint-Aygulphins genannt.

## Lage
Saint-Août liegt etwa 27 Kilometer ostsüdöstlich von Châteauroux am Fluss Liennet. Umgeben wird Saint-Août von den Nachbargemeinden Ambrault im Norden, Bommiers im Norden und Nordosten, La Berthenoux im Osten und Südosten, Saint-Chartier im Süden, Montipouret im Süden und Südwesten, Mers-sur-Indre im Südwesten sowie Sassierges-Saint-Germain im Westen und Nordwesten.

## Bevölkerungsentwicklung
| Jahr                      | 1962 | 1968 | 1975 | 1982 | 1990 | 1999 | 2006 | 2013 |
| Einwohner                 | 1162 | 1062 | 891  | 780  | 786  | 814  | 845  | 865  |
| Quelle: Cassini und INSEE |      |      |      |      |      |      |      |      |

## Sehenswürdigkeiten

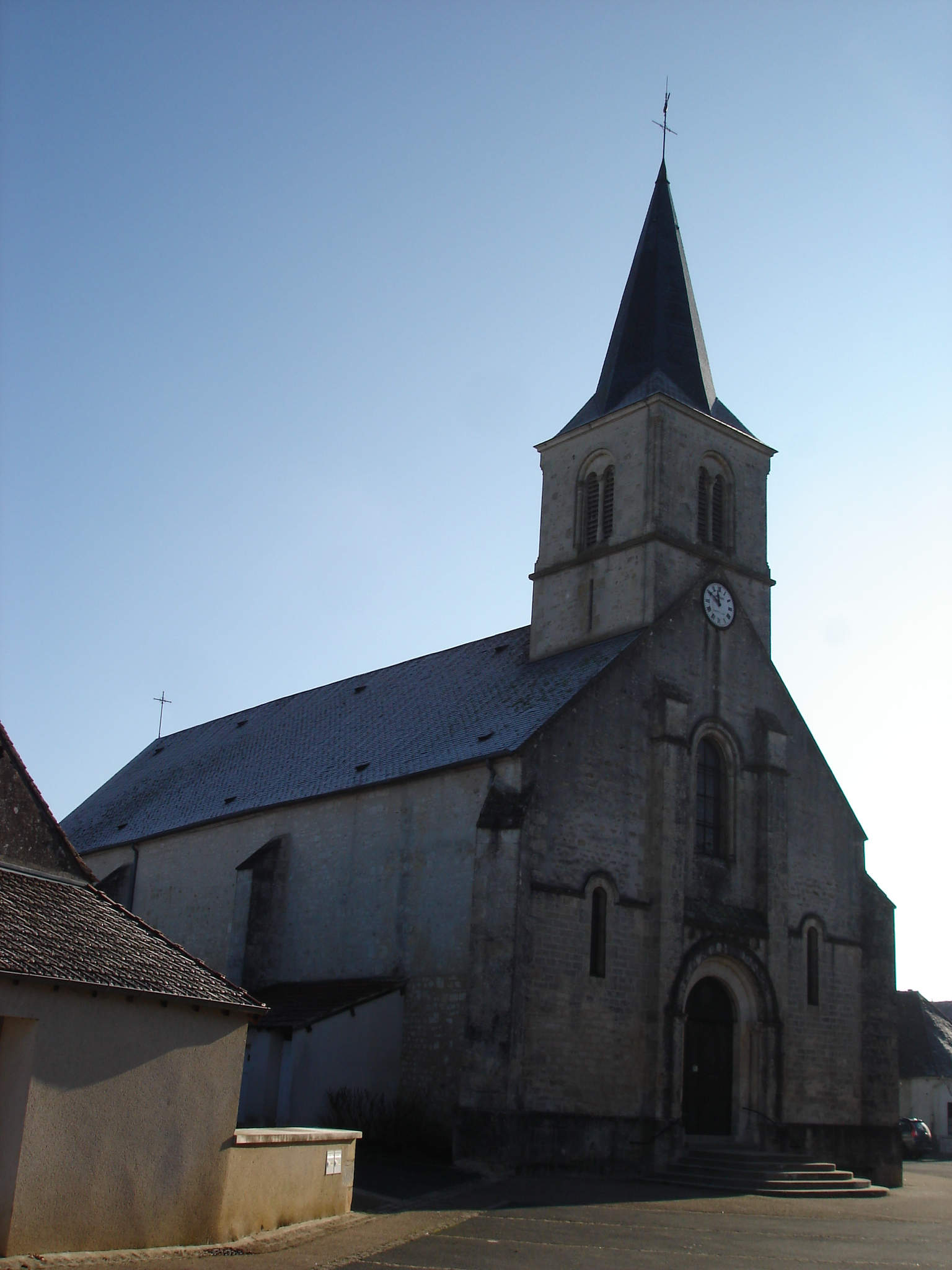
Kirche Saint-Août

- Kirche Saint-Août